# MG N-type
La MG type N Magnette est une voiture de sport produite par le constructeur MG d'octobre 1934 à 1936. La voiture a été développée à partir de la K-Type et de la L-Type, sur un nouveau châssis qui a rompu la continuité des conceptions de type simple échelle utilisée sur les anciennes voitures des années 1930, plus large à l'arrière qu'à l'avant et avec la carrosserie équipée pour stabiliser le cadre principal.

## NA
Le moteur était un développement du 6 cylindres de 1271 cm³ de la série KD à arbre à cames en tête utilisé dans la K-type provenant de la Wolseley Hornet de 1930. Des modifications ont été apportées au bloc moteur et à la culasse, et équipé de double carburateurs SU, il délivrait 56 cv (42 kW) à 5500 tr/min, soit près de 25% d'amélioration. Les roues arrière propulsent la voiture par l'intermédiaire d'une boîte à quatre vitesses non-synchronisée. La voiture avait un empattement de 96 pouces (2439 mm) et une voie de 45 pouces (1143 mm). Des ressorts à lames semi-elliptiques, plus larges et plus longs que ceux utilisés sur les voitures précédentes, équipent toutes les roues et la carrosserie est montée sur le châssis à l'aide de tampons en caoutchouc.
La carrosserie d'usine était nouvelle et plus grande que sur les anciennes voitures, les portes à charnières arrière sont découpées. Le réservoir de carburant de type bloc à l'arrière qui était en vedette sur les modèles précédents ne s'est plus vu sur la N-Type, étant maintenant caché dans la queue. À côté des voitures ouvertes, un coupé Airline est également disponible, mais seuls quelques-uns ont été vendus. Certains châssis furent fournis à des carrossiers externes, y compris Allingham, (travail réalisé par Carbodies) qui faisait une 2/4 places où les sièges arrière pouvaient être couverts par un pont amovible, donnant l'impression d'être une 2 places, et Abbey.

## NB
La NB annoncée en 1935 avait une mise à jour de la carrosserie avec des lignes plus bases et des lames verticales sur la calandre. Les portes étaient maintenant à charnière avant, de meilleurs sièges ont été installés et les instruments ré-arrangés avec le compteur de vitesse et le compte-tours dans des cadrans séparés. Le Coupé Airline était encore disponible.

M.G. NB
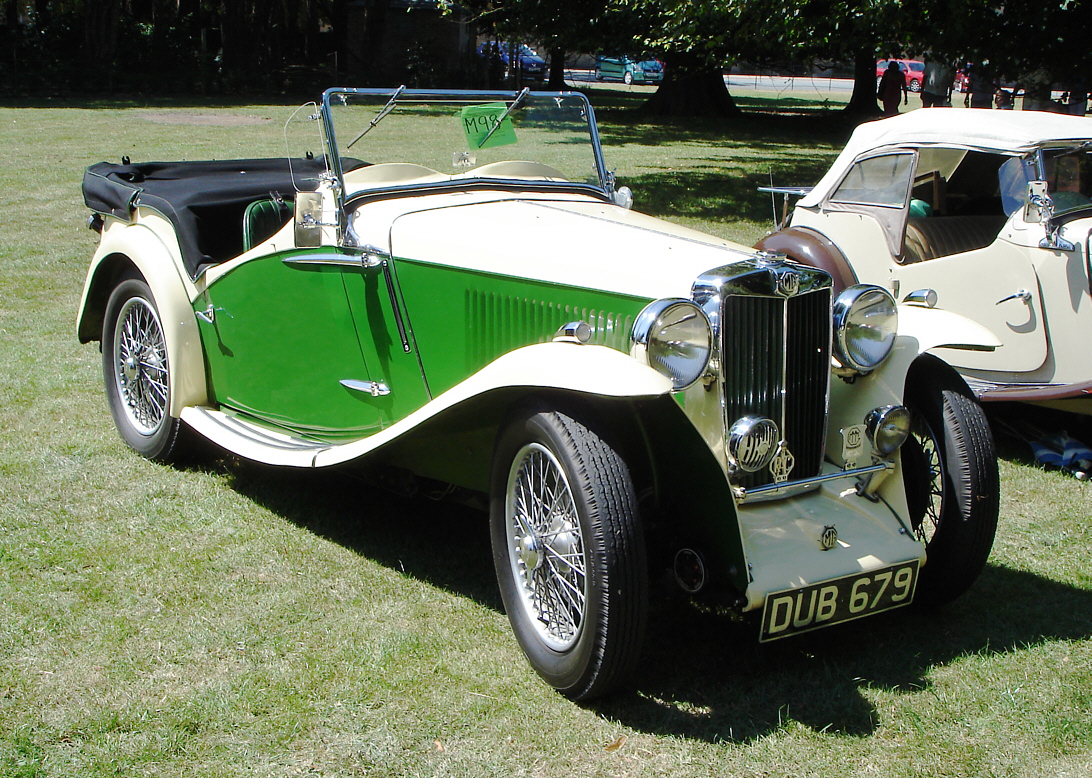
1935 MG NB Magnette
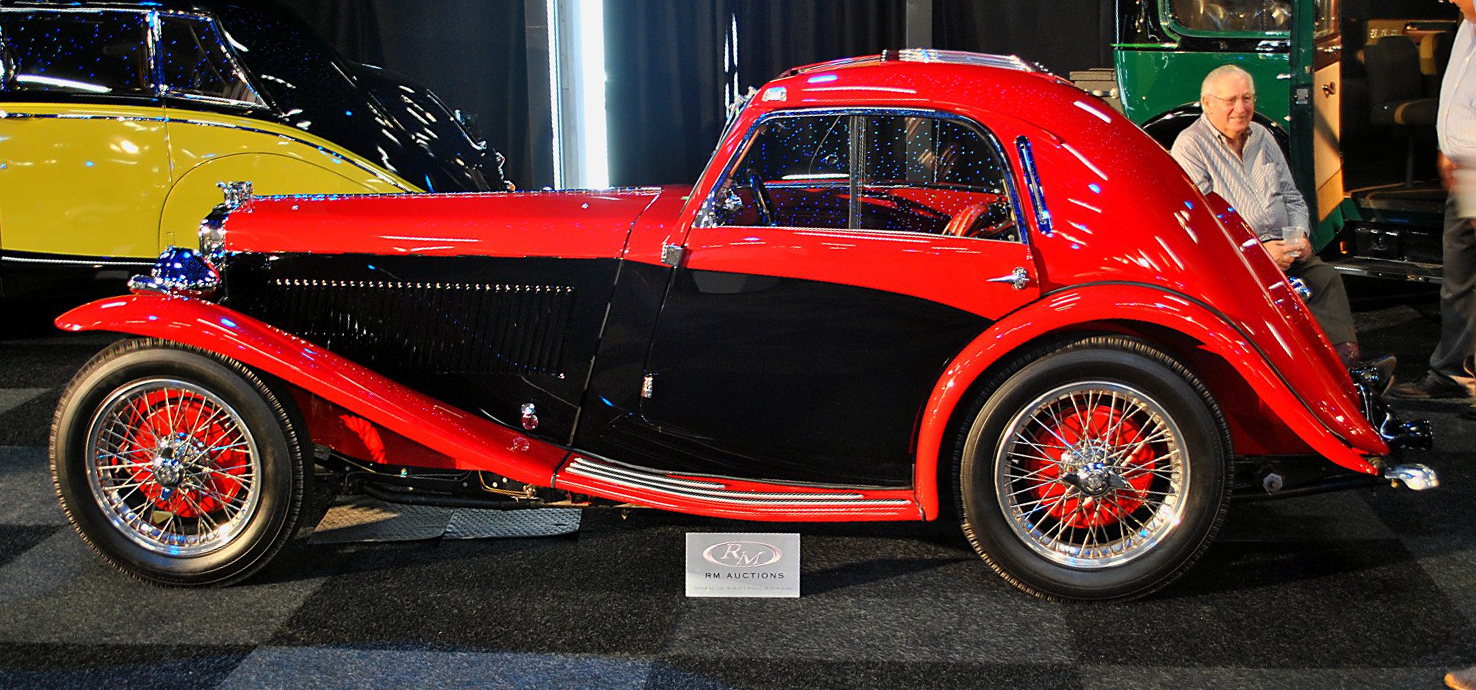
MG NB Magnette Coupé Airline

## ND

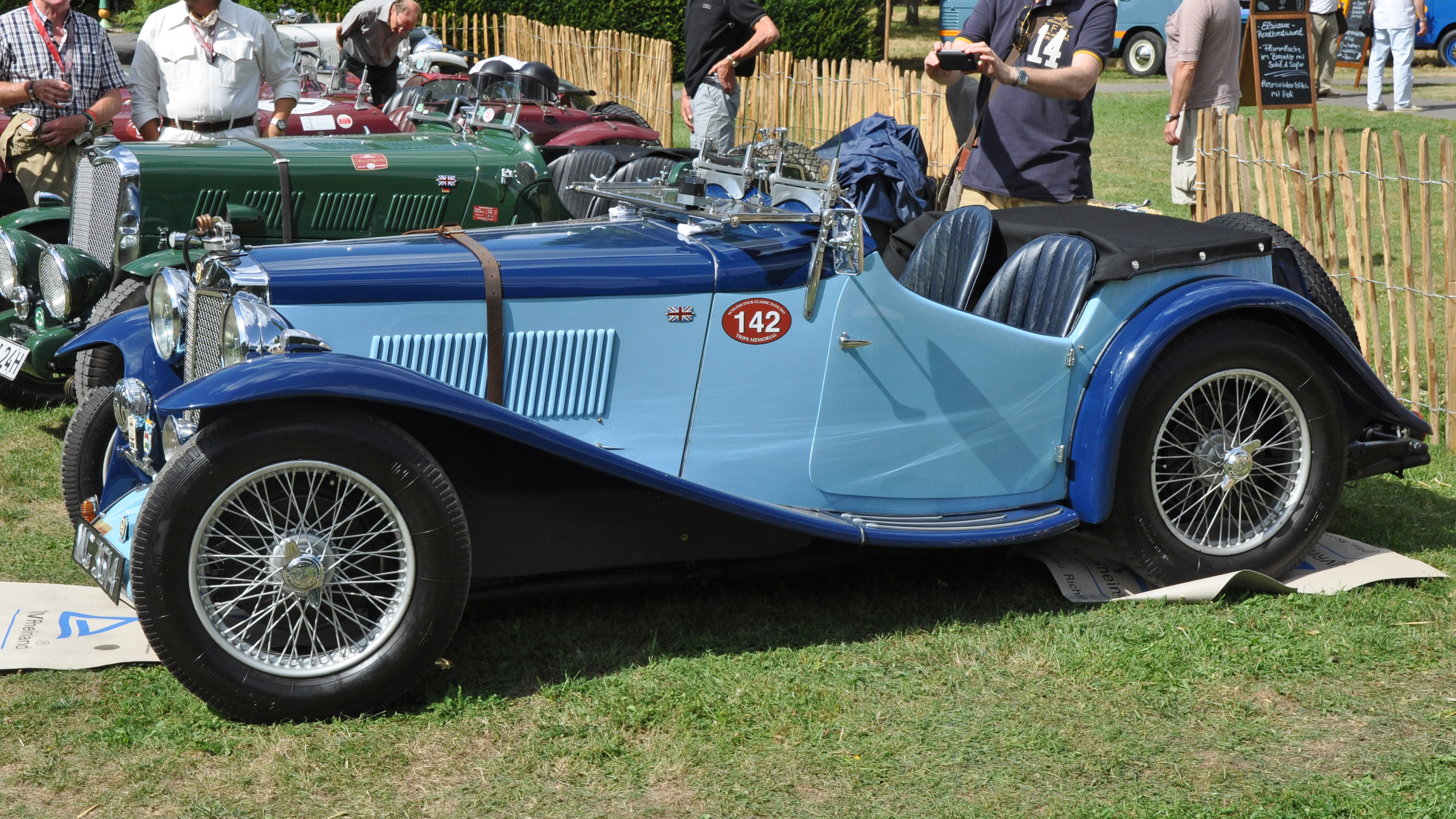
MG ND Magnette

La ND est un modèle spécial réalisé à l'aide de carrosseries de MG K2 invendues montées sur le châssis de la N-Type, qui fut probablement disponible uniquement en 1934. Le nombre fait est incertain parce que le modèle ne semble pas avoir été officiellement répertorié.

## NE

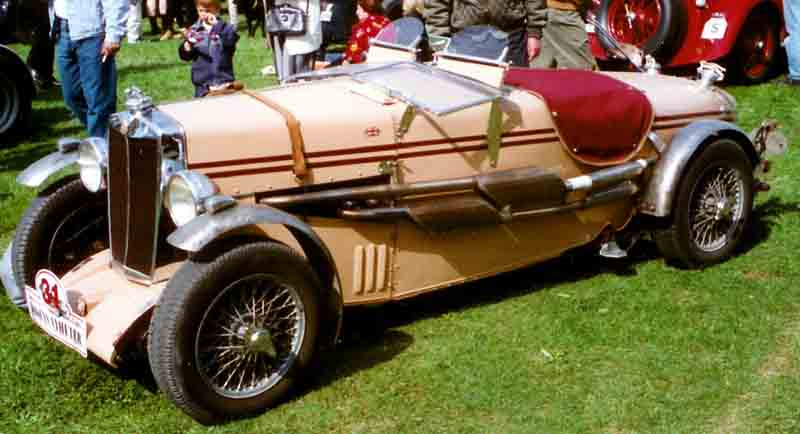
1934 MG NE Magnette

La NE était la variante de compétition construite pour la course Tourist Trophy de 1934. Une carrosserie légère 2 places est installée et le moteur a été également syntonisé pour donner 68 cv (51 kW) à 6500 tr/min. En 1935, trois voitures équipées de carrosseries de la Type P formèrent l'équipe de course Musketeer qui, avec le soutien de l'usine, jouit de grands succès dans différents trials.